# Dépôt de munitions de Glen Douglas

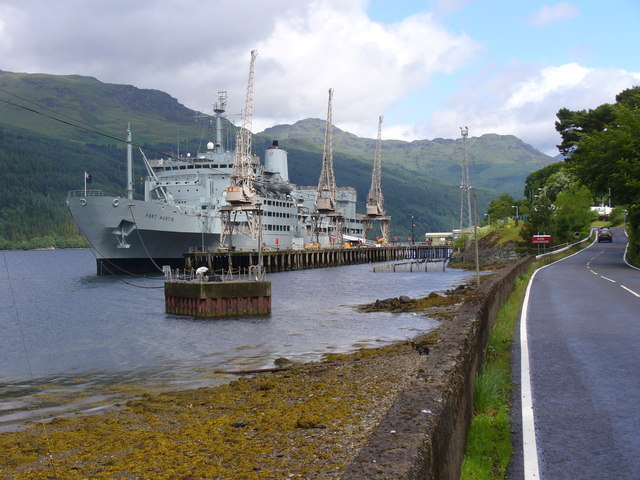
Le RFA Fort Austin au niveau de la jetée de Glenmallan.

DM Glen Douglas est un dépôt de munitions de l'OTAN à Argyll and Bute, en Écosse, construit entre 1962 et 1966. En 1989, il desservait l'OTAN en tant que dépôt de munitions pré-positionné, stockant environ 40 000 tonnes de missiles, grenades anti-sous marine et obus. Il est maintenant utilisé par le Royaume-Uni.
Le dépôt se trouve à Glen Douglas (en), une vallée d'environ 10 kilomètres à travers laquelle l'eau de Douglas coule vers l'est jusqu'au Loch Lomond. Le dépôt lui-même est situé à moins d'un kilomètre et demi du Loch Long. Arrochar est le village le plus proche.
Le dépôt couvre près de 263 hectares et accueille 56 magasins construits dans une colline. Il est relié au réseau ferroviaire par une petite voie de la ligne West Highland (en).
Dans les années 1970, une jetée a été construite à Glen Mallan sur le Loch Long, reliée au dépôt par une route militaire qui monte le long du flanc ouest de Craggan Hill.
En janvier 2003, le porte-avions HMS Ark Royal s'est amarré à la jetée de Glen Mallon pour s'approvisionner en munitions avant l'invasion imminente de l'Irak. Avec le soutien tacite du syndicat ASLEF, les conducteurs de trains d'EWS basés à Motherwell et travaillant sous contrat du ministère de la Défense ont refusé de transporter des munitions au dépôt, en opposition à ce qu'ils qualifiaient de "ruée vers la guerre". L'action des conducteurs a été soutenue dans une motion de la Chambre des communes signée par 25 députés.